# Gullsjön (Helgesta socken, Södermanland, 655048-155448)
Gullsjön är en sjö i Flens kommun i Södermanland och ingår i Nyköpingsåns huvudavrinningsområde.